# 筒描き武者絵のぼり
筒描き武者絵のぼり（つつがきむしゃえのぼり）とは、筒描きの方法で描かれた武者絵幟。筒描きは筒引きとも呼ばれ、防染糊を筒紙に入れ指で絞り出しながら、下絵に沿って図柄を描いていく糊置きの方法のこと。

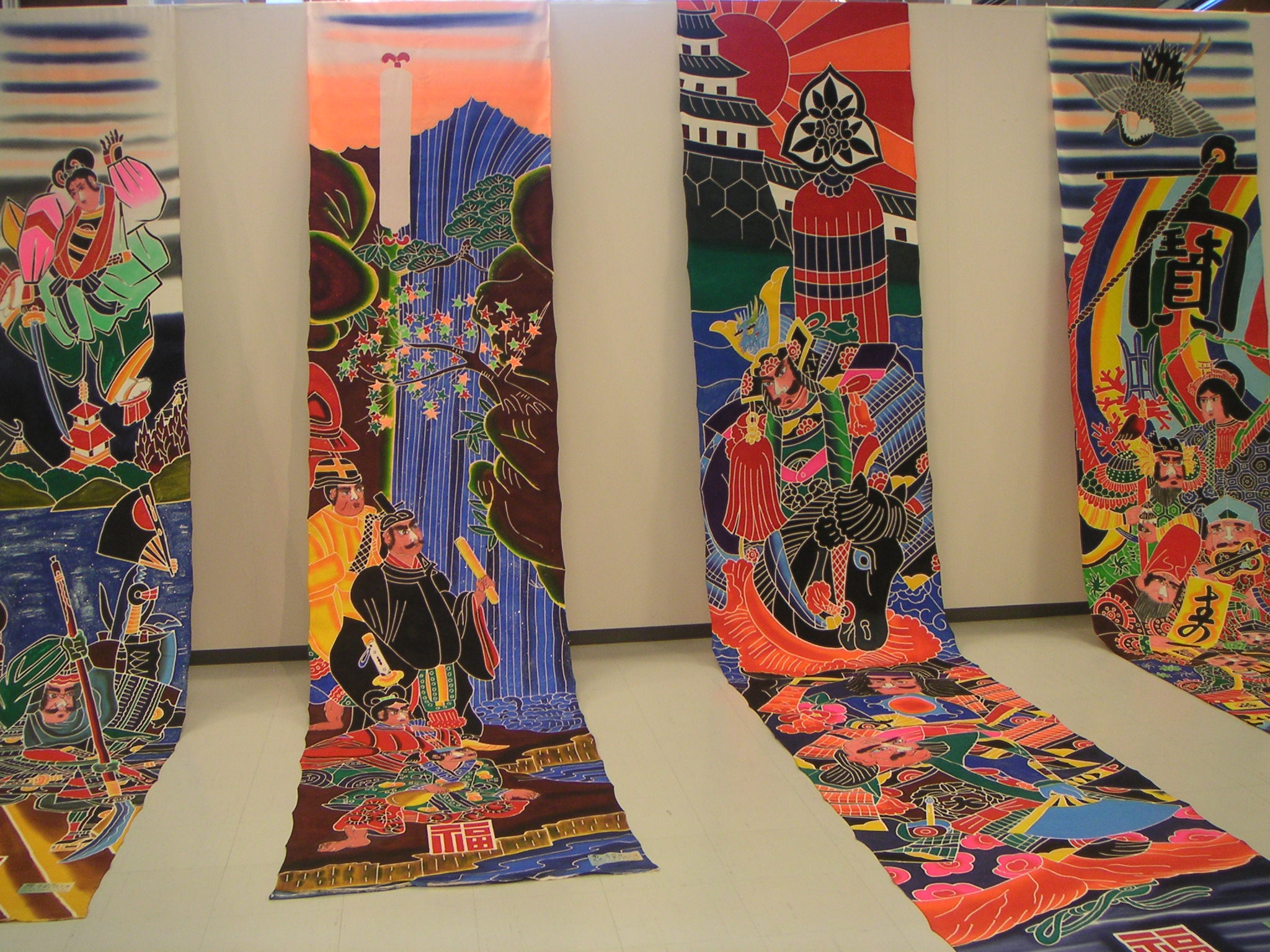
武者絵のぼり

防染糊の材料は、餅米粉・米糠・石灰・塩を混ぜて作る。

## 武者絵のぼり

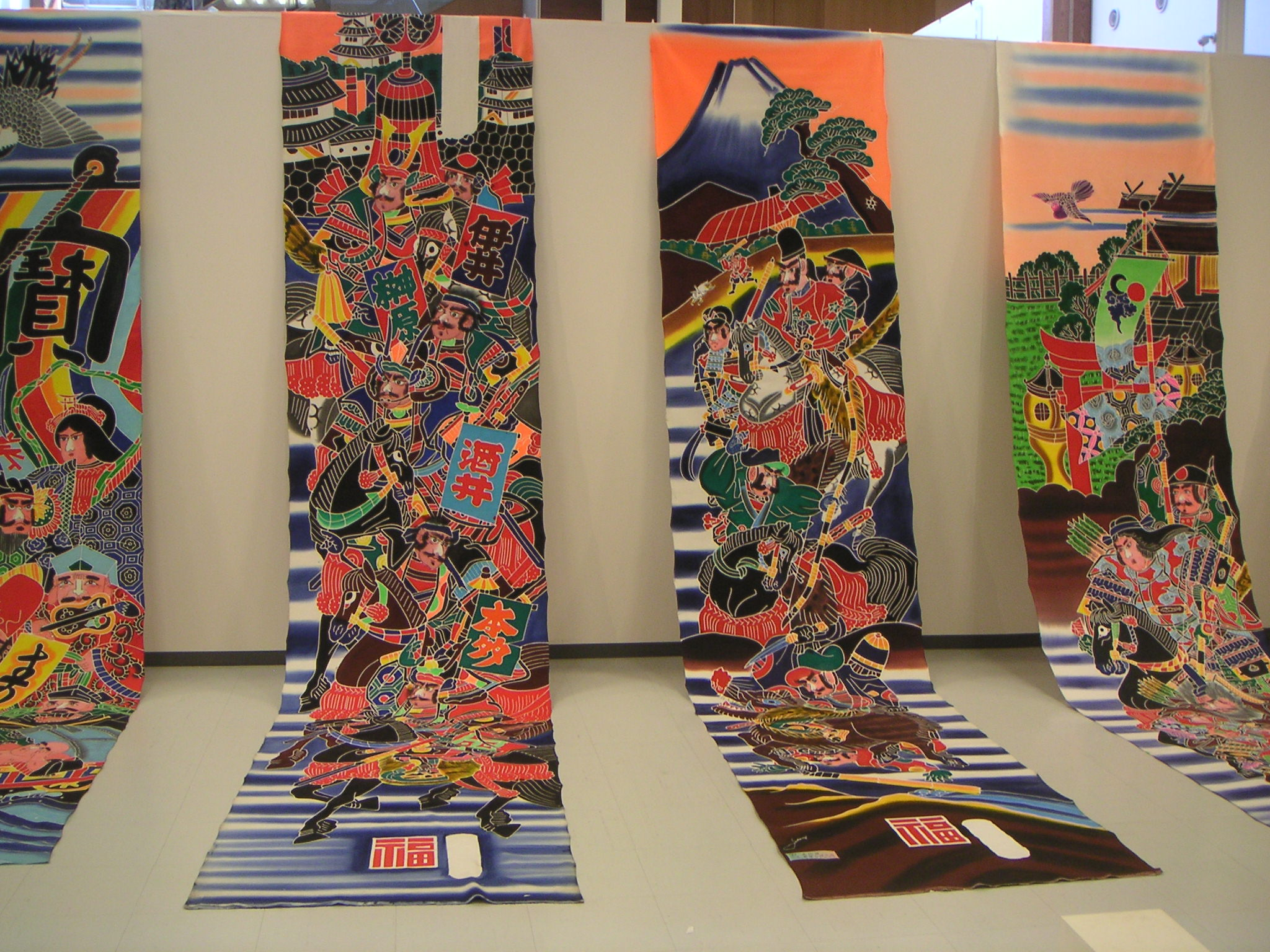
武者絵のぼり

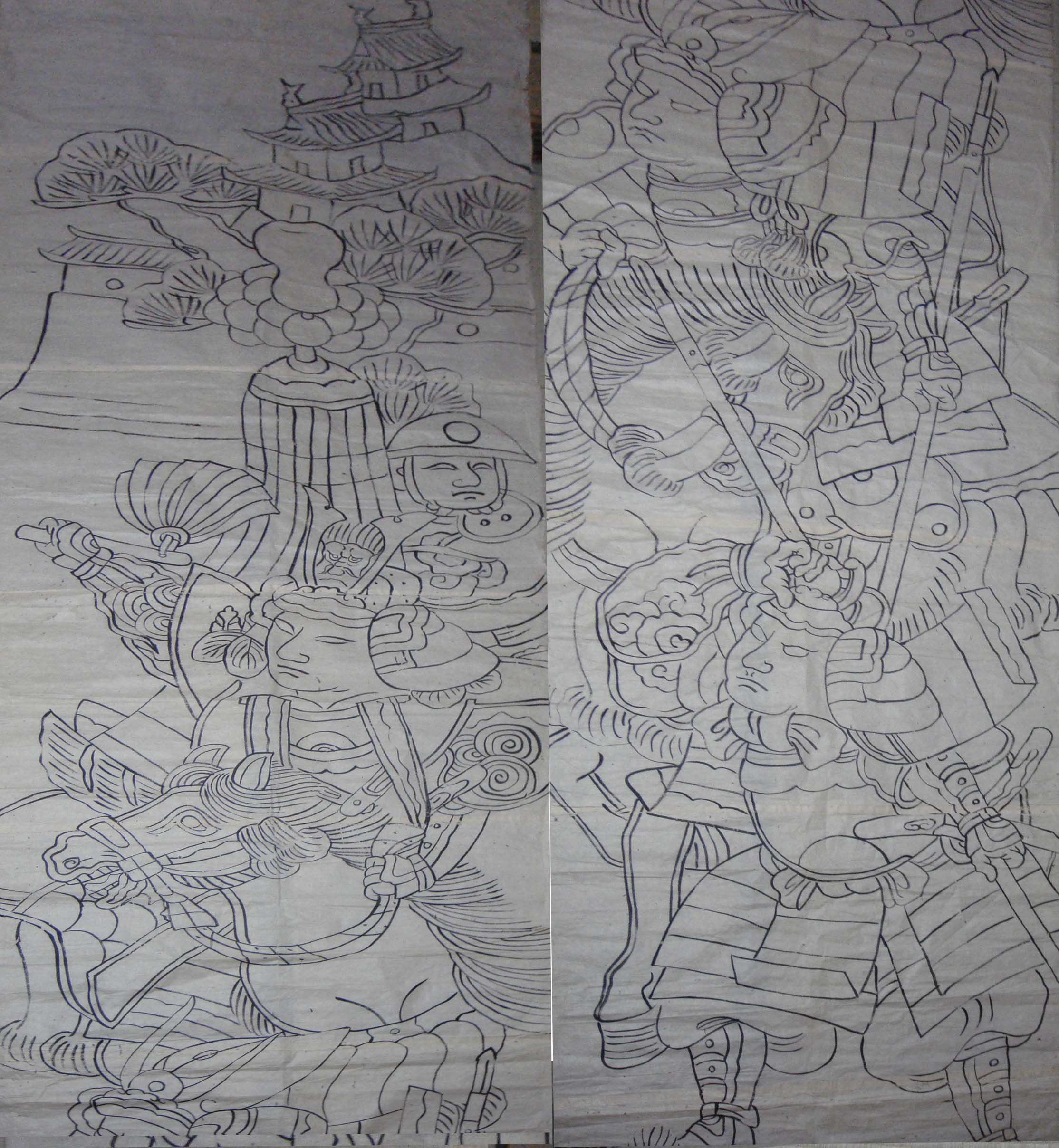
武者絵のぼりの下絵

武者絵のぼりとは、五月のぼり・節句のぼりとも呼ばれ、男児が生まれたことを祝い、天の神に子供の無病息災・立身出世を願い両家の家紋を入れ立てられる幟（のぼり）。その大きさは、巾0.9m 長さ9m、大きい物は 巾1m 長さ11mにも及ぶ。上半分に黒の二引き、男児の家紋・在所の家紋、その下に図柄が入る。武者絵のぼりは、自宅の庭に立てるが地方によっては、神社に奉納して立てる所もある。

### 筒描きTSUTSUGAKI

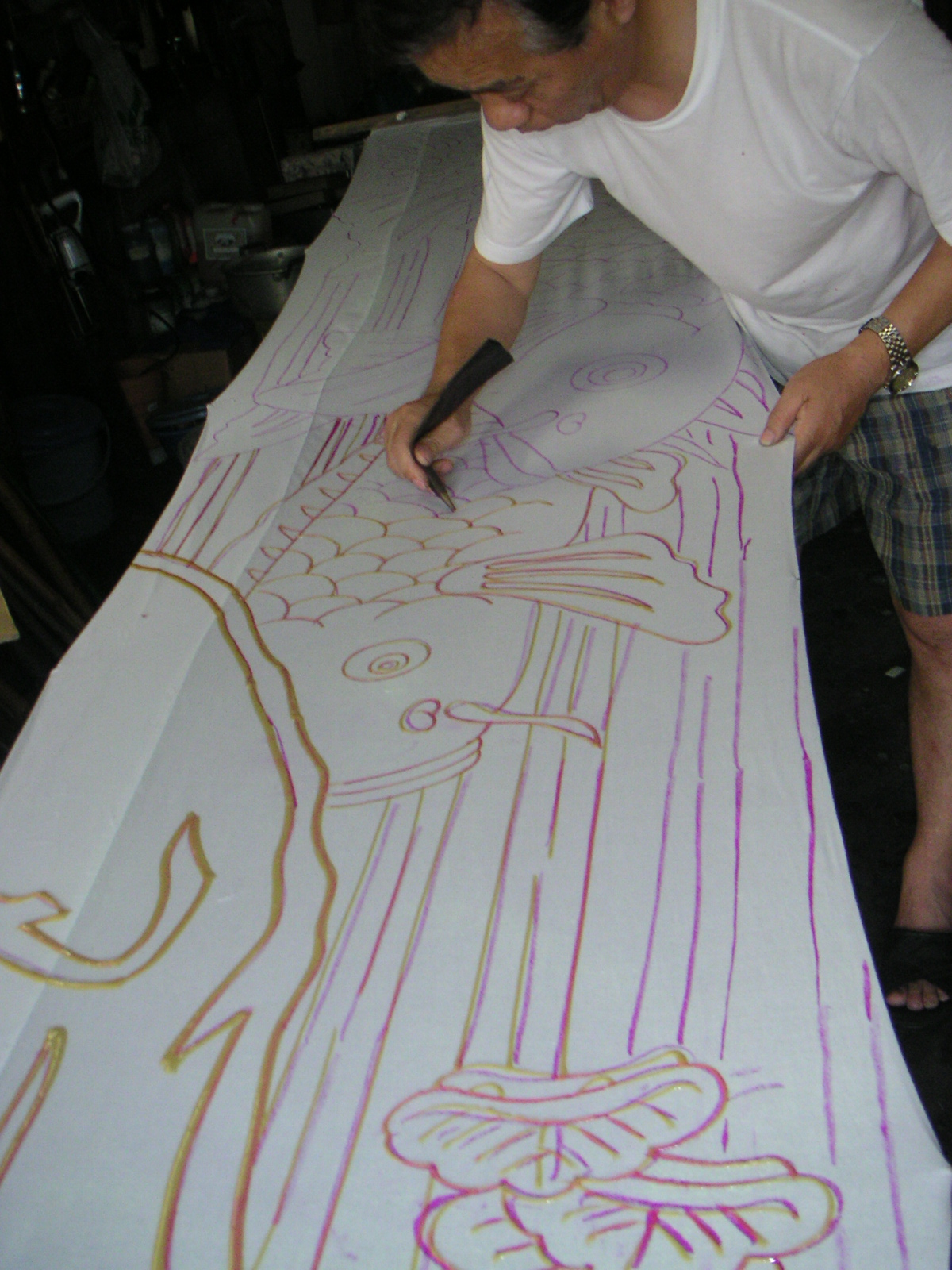
筒描き

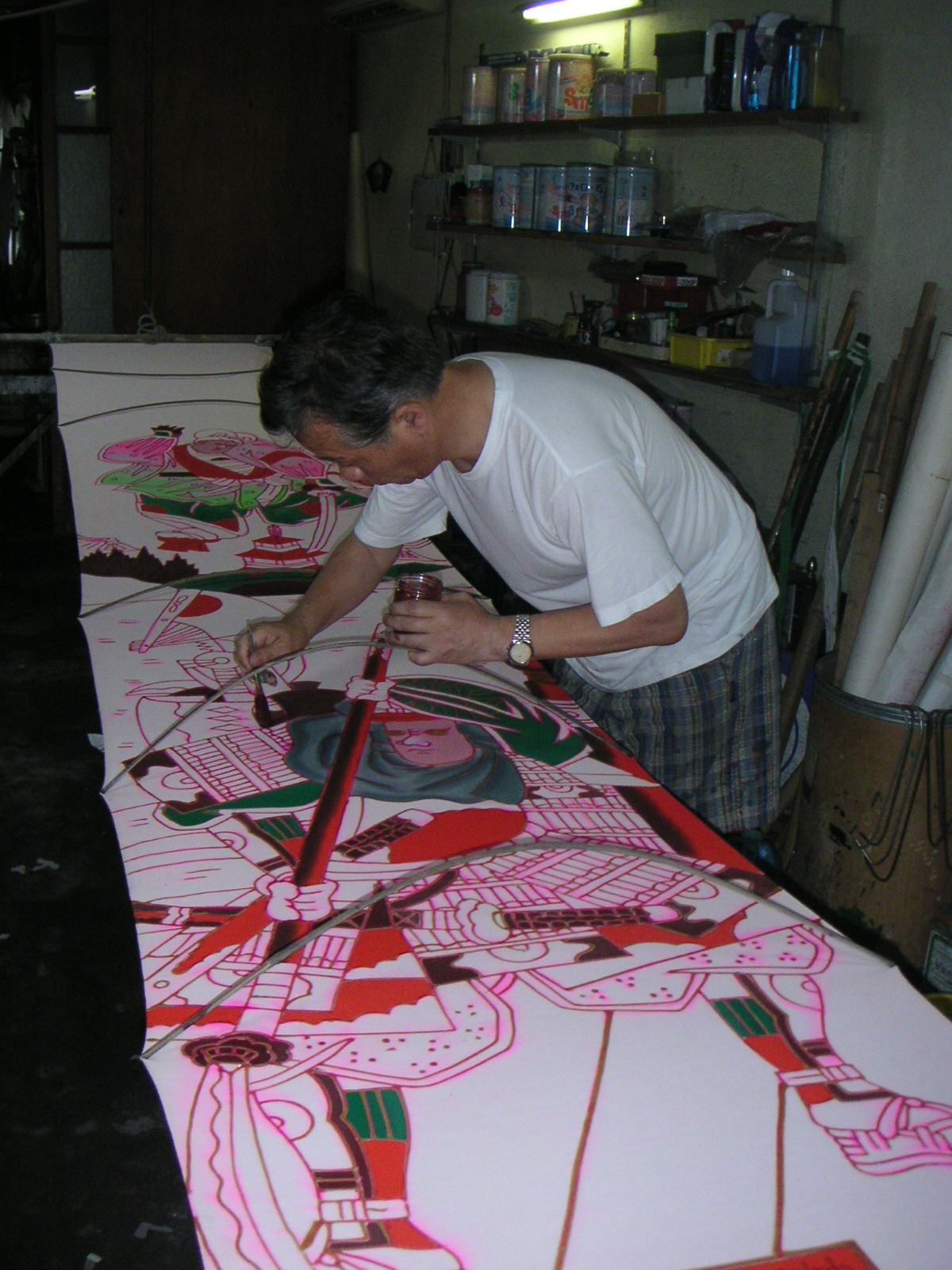
武者絵のぼりの染色

武者絵のぼりの作り方には手描きのぼり・筒描きのぼりと、大量生産の型染のぼりがある。筒描きでは、生地に緋紅で下絵を描き、その布を竹枠に糸掛けをして張り下絵に沿って筒描きで表筒、表筒に合わせて裏から裏筒を引く。次に刷毛で図柄に沿って何回も裏表彩色をする。そして水洗いをして筒描きの糊を落とすと図柄が現れる。天日で乾燥して、顔描きと両家の家紋を入れて完成。図柄は、鯉の滝昇り・浦島太郎・養老の滝（孝子物語）・牛若丸と弁慶・日本武尊・神功皇后・賤ヶ嶽七本槍・七福神・宇治川・富士の巻き狩り・川中島の戦い竜虎・太閤加藤・錘馗幟（ショウキ）などが用いられる。また戦時中は、肉弾三勇士・日清日露などの図柄が好まれた。

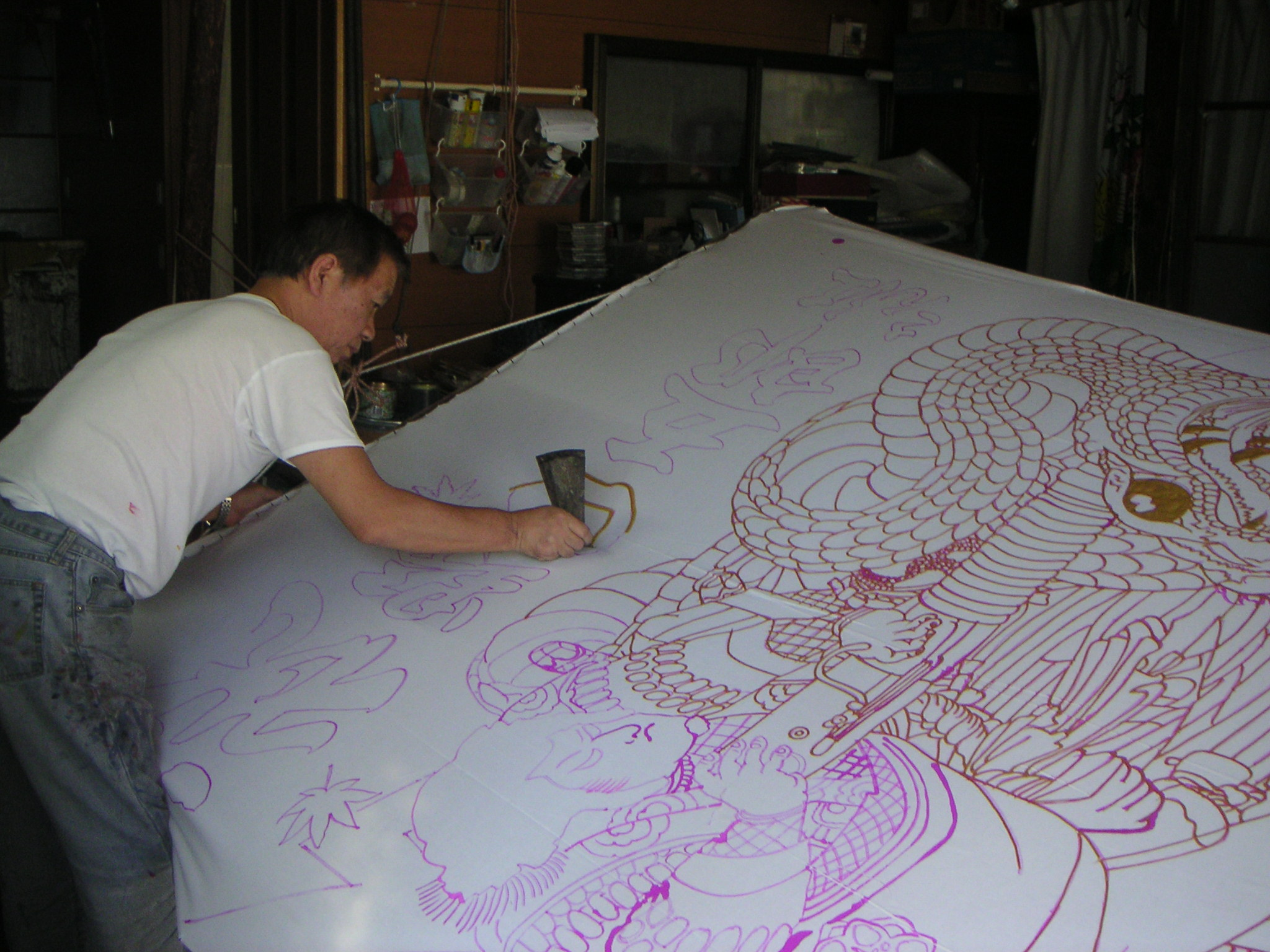
児雷也　筒描き
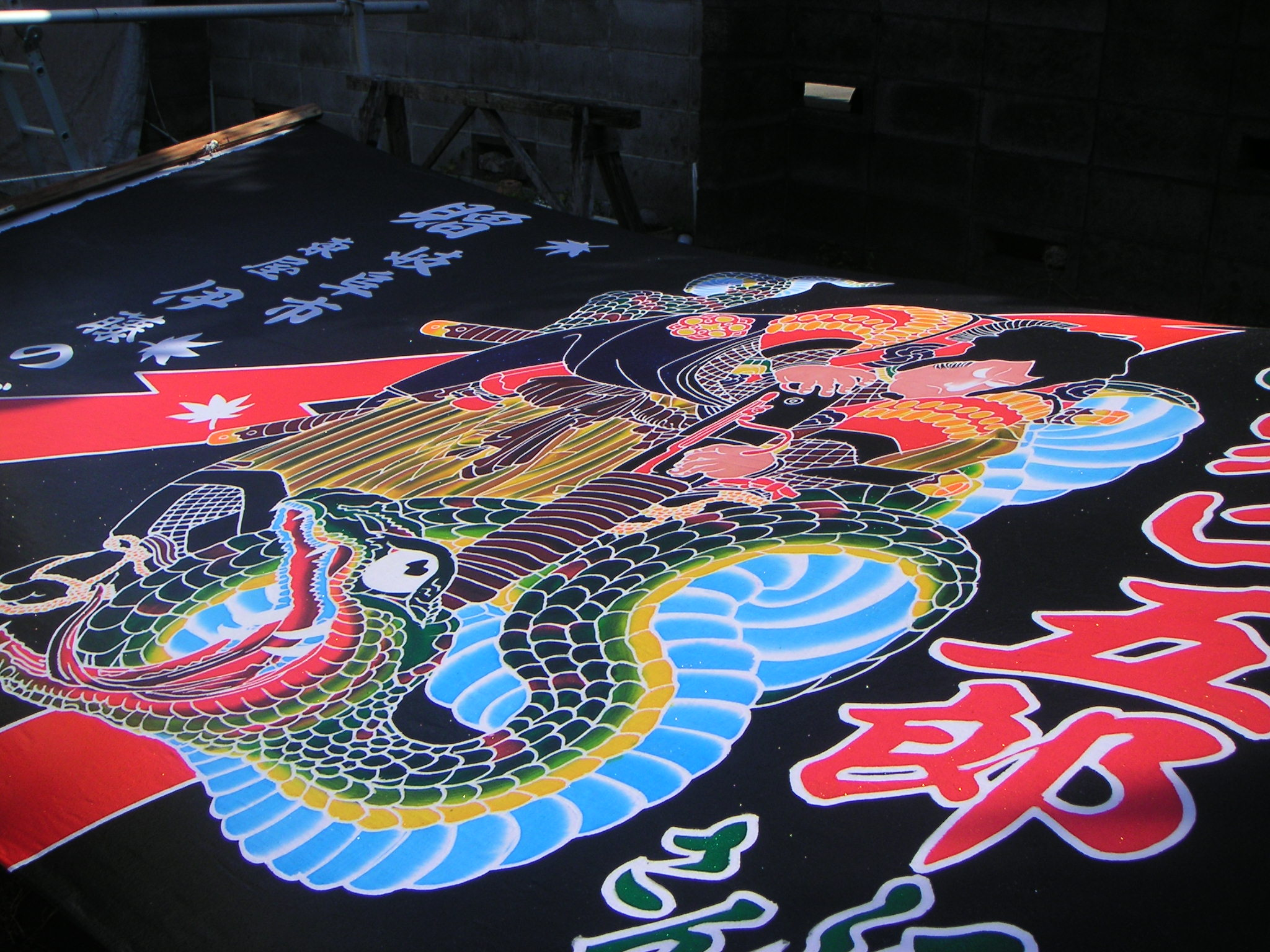
児雷也
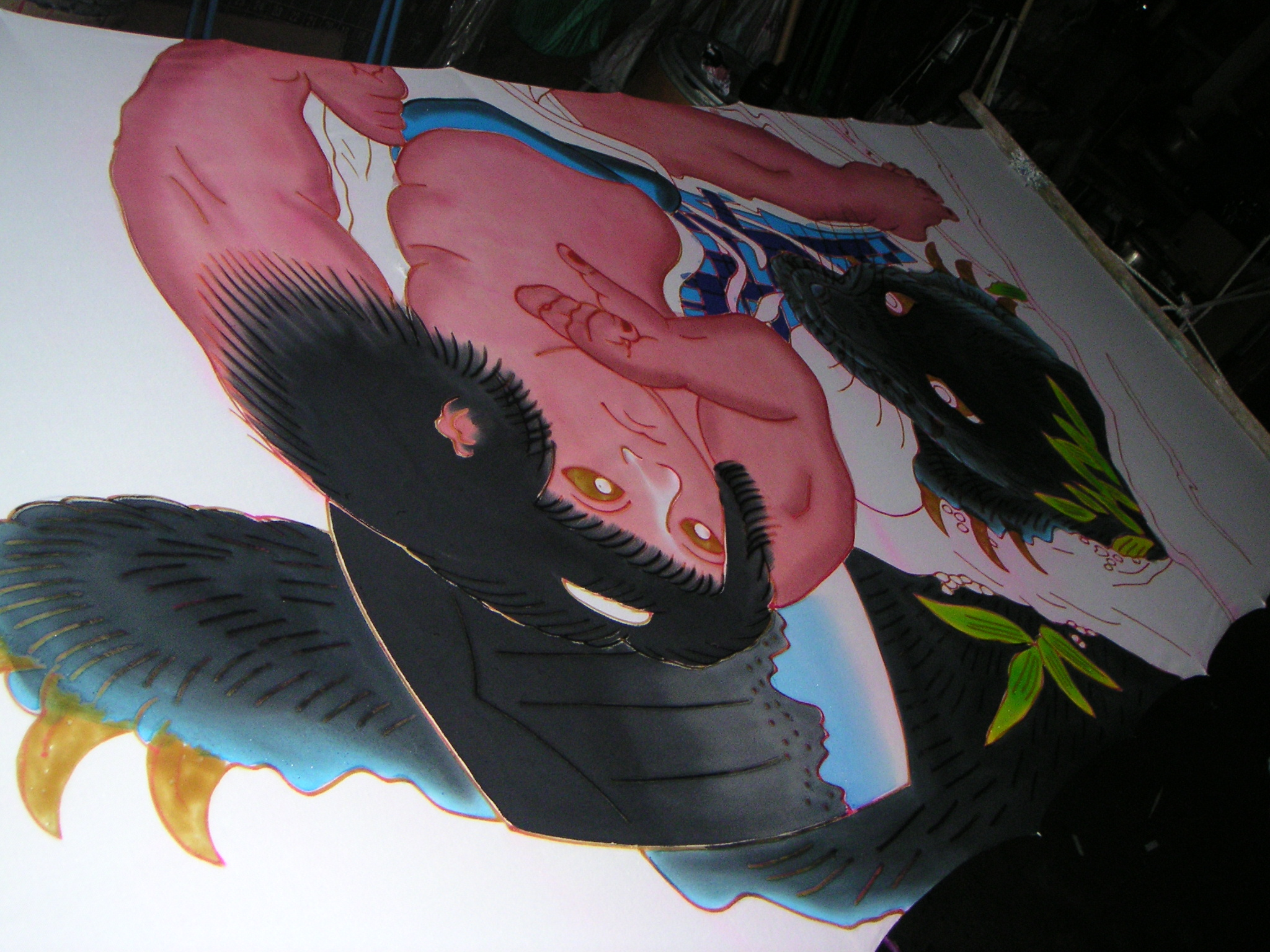
金太郎　染色
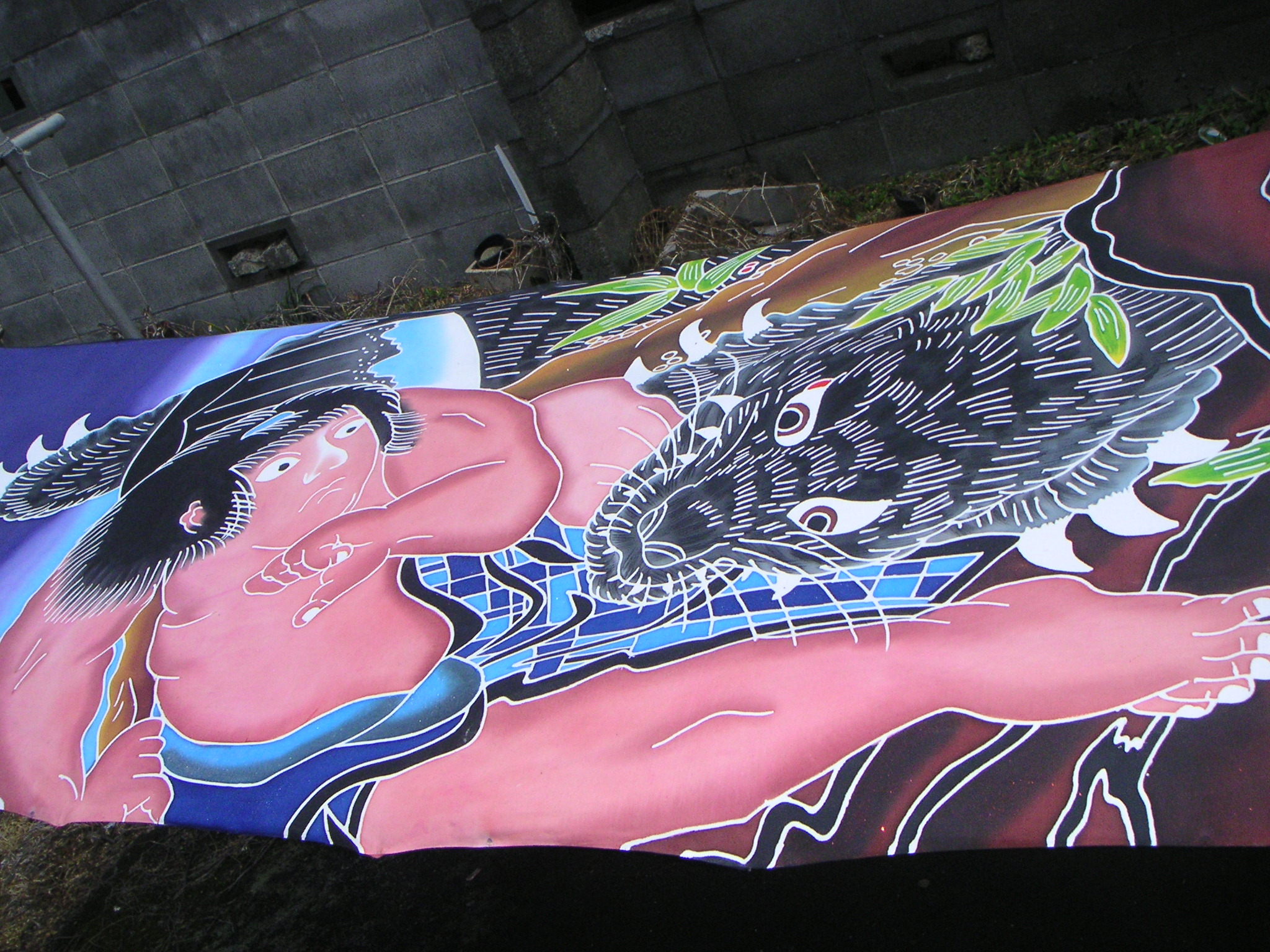
金太郎
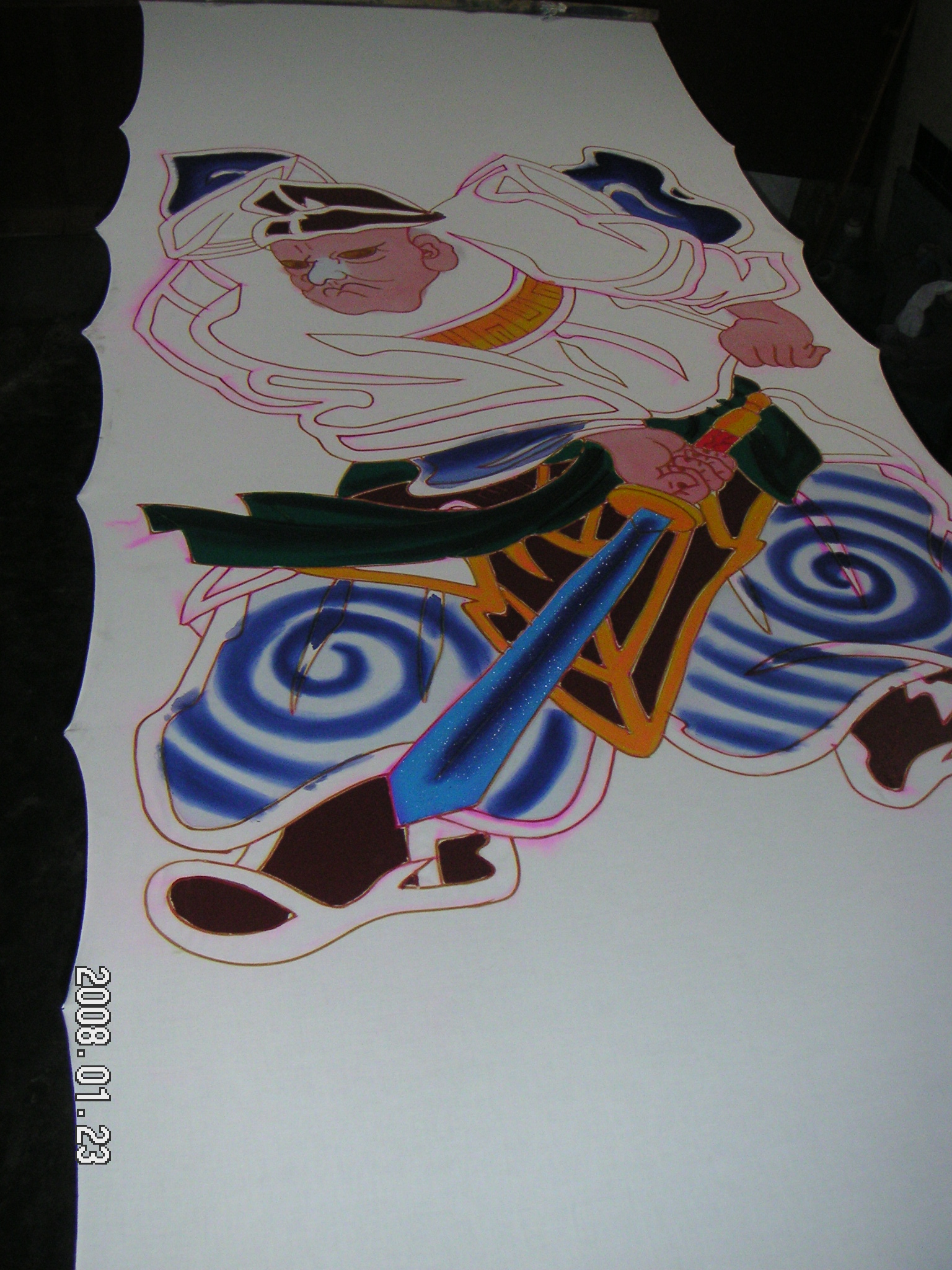
錘馗幟　染色
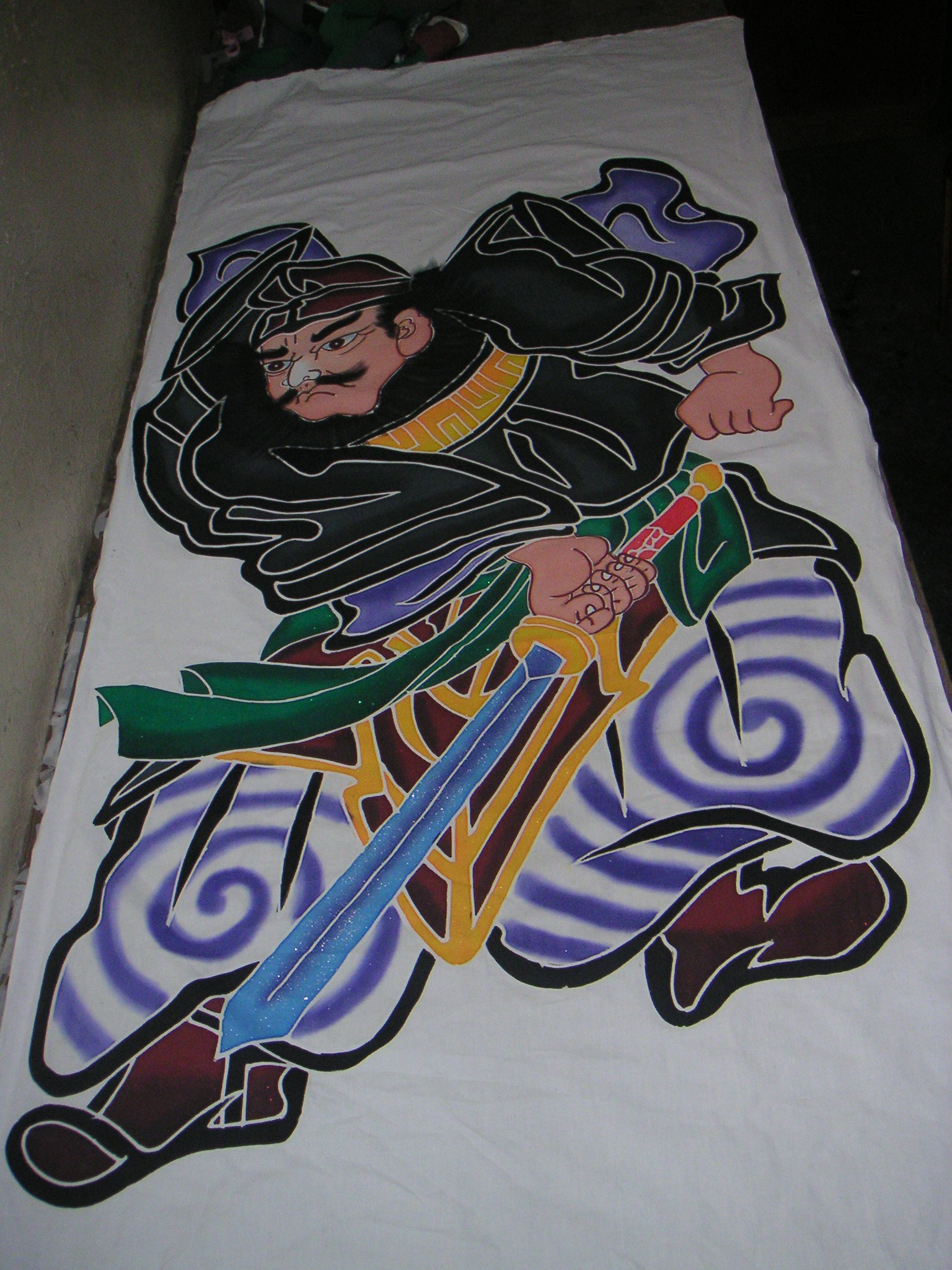
錘馗幟
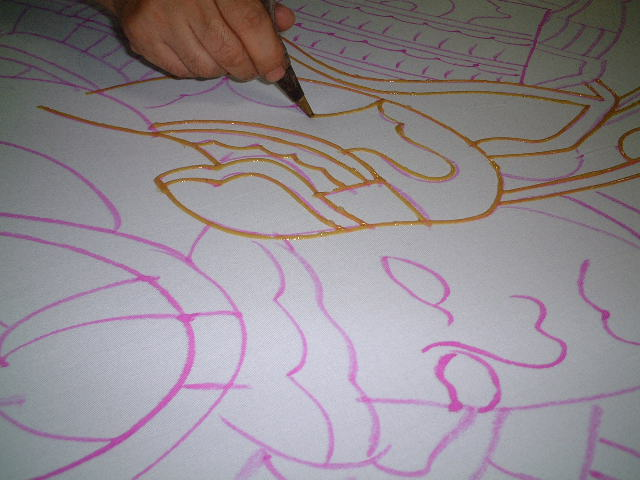
表筒描き
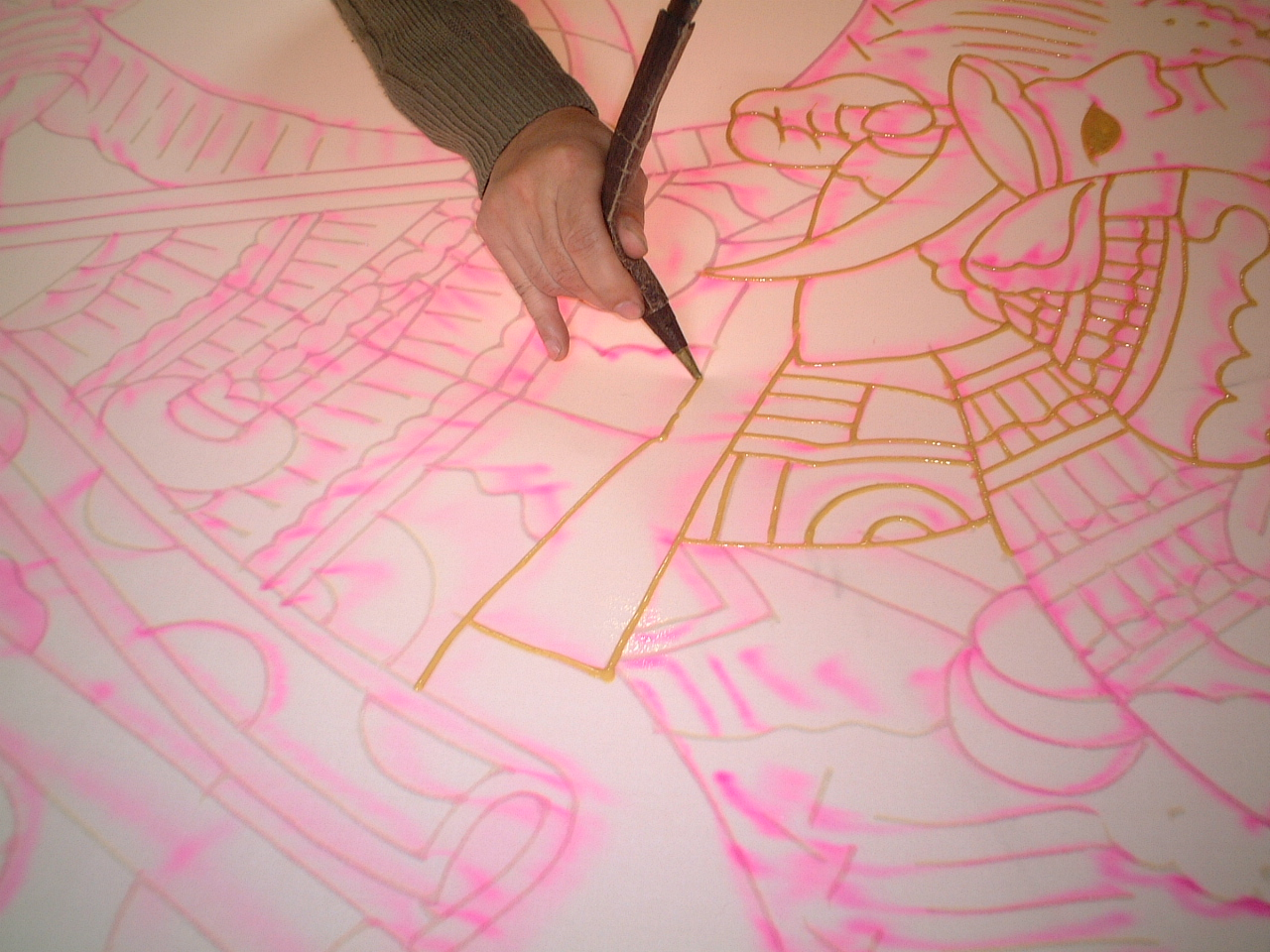
裏筒描き